# سیدنهام، ویکتوریا
سیدنهام (به انگلیسی: Sydenham) یک منطقهٔ مسکونی در استرالیا است که در City of Brimbank واقع شده‌است.